# Bachibos
Bachibos (en macédonien Башибос) est un village du sud-est de la Macédoine du Nord, situé dans la municipalité de Valandovo. Le village comptait 170 habitants en 2002.

## Démographie
Lors du recensement de 2002, le village comptait :
- Turcs : 169
- Autres : 1